# 迪辛恩·列當錫
迪辛恩·列當錫（Dženan Radončić，1983年8月2日—），是蒙特內哥羅的足球運動員，司職前鋒。
2004年開始，列當錫轉往韓國發展，2007年被外借到日本，2008年返回仁川聯，2009年1月，改投城南一和。

## 球會生涯
- 2000-2002  FK Gusinje
- 2002-2003  柏夫爾查
- 2003-2004  柏迪遜
- 2004-2008  仁川聯
- 2007  甲府風林 - 借用
- 2009-Present  城南一和

## 連結
- K-League Player Record 